# Tarte au maton
La tarte au maton, ou parfois simplement maton, est une spécialité de la région de Grammont mais aussi des villes de Lessines et Ath en Belgique. Le maton est un lait caillé obtenu par cuisson de lait entier et lait battu, auquel on ajoute des œufs, des amandes et du sucre. 
Le nom « tarte au maton de Grammont » est protégé depuis le 16 février 2007 par la Commission européenne. La région où les tartes peuvent porter le nom de la ville se limite depuis aux territoires des communes de Grammont et de Lierde. 
La demande de protection a été publiée le 6 janvier 2006. Le statut fut approuvé et protégé le 15 février 2007.
Il y a une petite rivalité entre Grammont et Lessines pour savoir d'où est originaire le maton.